# تپه قخ بولاغ ۳
تپه قخ بولاغ ۳ مربوط به هزاره اول قبل از میلاد - دوره اشکانیان - دوره ساسانیان است و در شهرستان مراغه، بخش مرکزی، دهستان سراجوی شمالی، ۸۰۰ متری روستای گل تپه واقع شده و این اثر در تاریخ ۲۷ اسفند ۱۳۸۶ با شمارهٔ ثبت ۲۲۵۳۳ به‌عنوان یکی از آثار ملی ایران به ثبت رسیده است.